# Masgareh
Masgareh (en persan : مسگره également connu sous le nom de Qal'eh Mashkara) est un village de la province de Kermanshah en Iran. Lors du recensement de 2006, sa population était de 100 habitants répartis dans 19 familles.